# Molten Corporation
Molten Corporation (яп. 株式会社モルテン, Кабусікі-гайся Морутен) — японська компанія, заснована в Хіросімі. Всесвітньо відомий виробник м'ячів та аксесуарів для ігрових видів спорту, постачає на ринок свою продукцію з 1 листопада 1958 року. Molten, виробник спортивних товарів, що є одним з найбільших виробників м'ячів для баскетболу, волейболу і футболу і входить в п'ятірку лідерів у цій галузі.

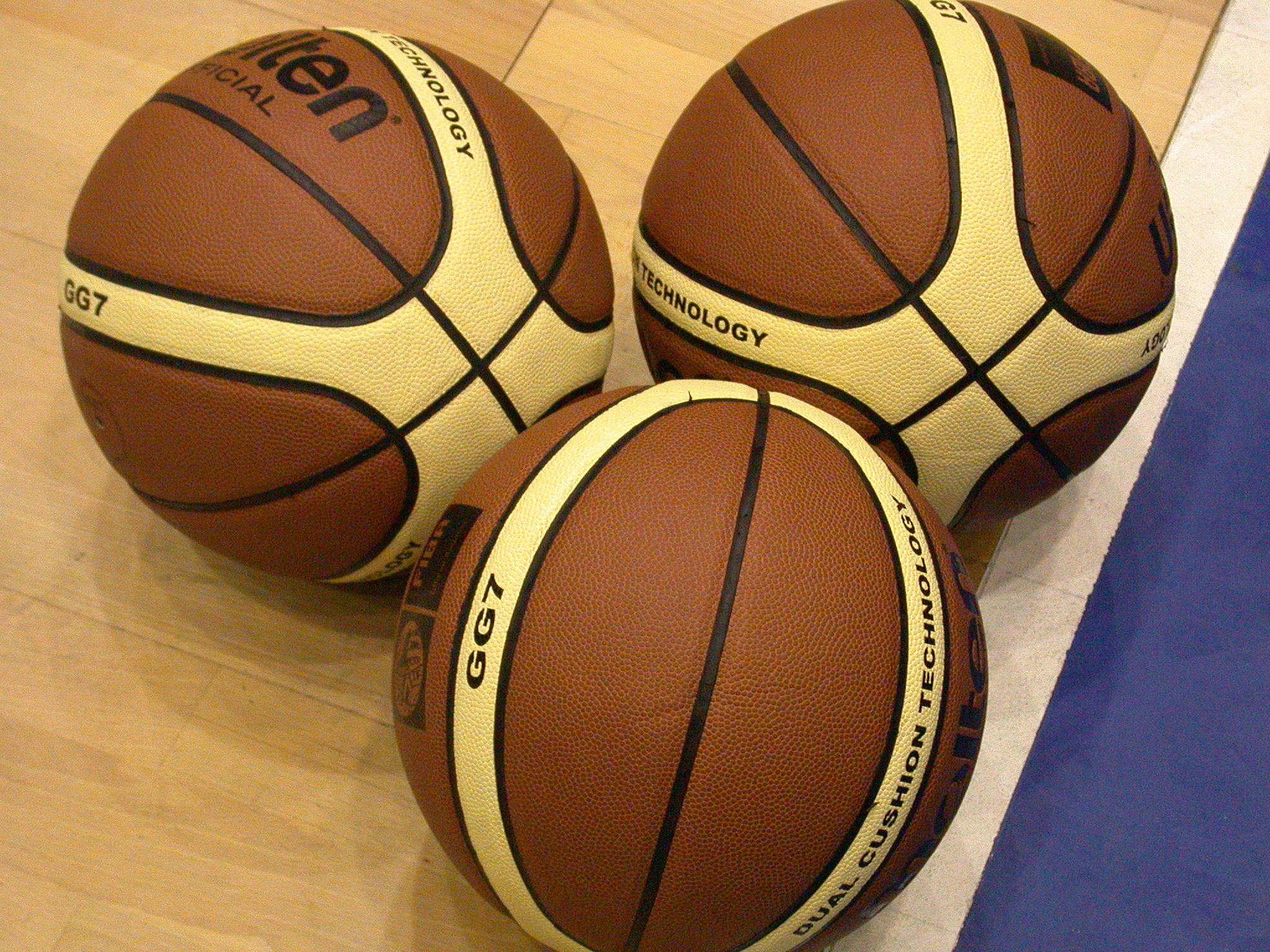
Баскетбольні м'ячі Molten

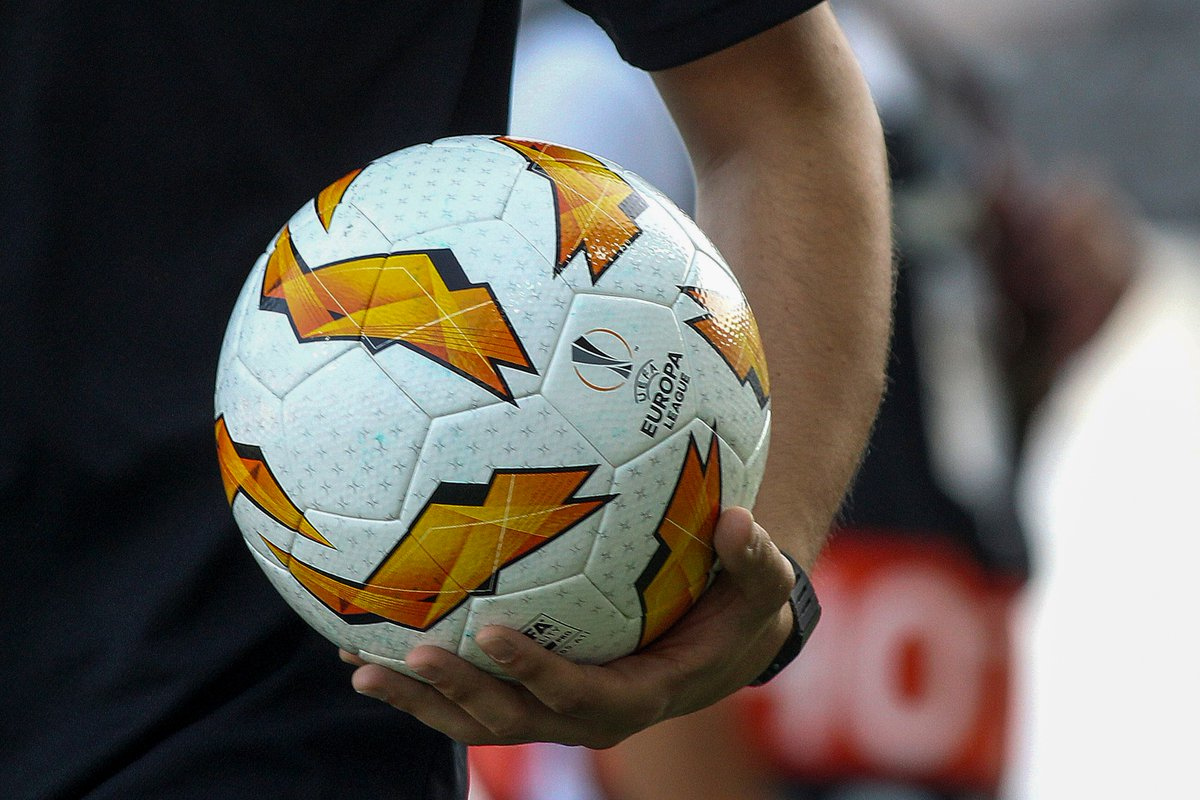
Футбольний м'яч Molten

Головний офіс фірми Molten розташований у Японії, а її численні представництва знаходяться в Америці, Кореї та Мексиці. М'ячі виробляються в декількох країнах: Індії, Китаї, Пакистані, Таїланді і В'єтнамі.

## Баскетбол
Molten Corporation — є одним з найбільших виробників м'ячів для баскетболу. М'ячі Molten випускаються протягом більше 20 років. Починаючи з 1982 року, баскетбольні м'ячі Molten є офіційними м'ячами всіх міжнародних змагань, що проводяться під егідою ФІБА та ФІБА Європа, включаючи Олімпійські ігри та Чемпіонати світу і Європи.
Molten має чинні контракти на виробництво м'ячів з:
- усіма світовими чемпіонатами та відбірковими іграми ФІБА[2];
- усіма подіями, що проводить ФІБА-Азія;
- національними баскетбольними лігами Аргентини[en], Австралії (чоловічої[en] і жіночої[en]), Німеччини[en], Греції[en], Італії[en], Литви[en], Філіппін[en], Польщі (жінки)[en] та Португалії[en].

## Волейбол
У 1969 році Міжнародна федерація волейболу (FIVB) протестувала і визнала м'ячі Molten такими, що відповідають всім вимогам. М'яч Molten FLISTATEC® V5M5000 є офіційним ігровим м'ячем Італійської Федерації Волейболу і всіх ігор, які проводяться під егідою федерації, включаючи Чемпіонати Серії А1, і А2 серед чоловічих та жіночих команд.
Цей м'яч визнаний офіційним ігровим м'ячем Британської Ліги Університетів і Коледжів (BUCS), і Молодіжних Ігор у Лондоні, 2010.
Волейбольний м'яч Molten став офіційним м'ячем національної команди США у 1997 році, для юнацьких збірних у 2001 році. Усі турніри з волейболу в США серед клубів, регіонів, гімназій, коледжів проводяться з використанням волейбольних м'ячів Molten.

## Футбол
Починаючи з 2019 року, Molten надає офіційний м'яч для всіх турнірів під егідою АФК та національних команд, першим з яких став Кубок Азії з футболу 2019 року та Ліга чемпіонів АФК 2019. 
Починаючи з сезону 2018/19 м'ячі виробництва Molten використувуються в матчах Ліги Європи, замінивши м'ячі Adidas.